# Чернушка полярная
Чернушка полярная (лат. Erebia polaris ) — дневная бабочка из семейства бархатниц, вид рода Erebia. Длина переднего крыла 18 — 24 мм. Размах крыльев 33 - 42 мм.

## Этимология названия
Polaris (латинское) — полярный — указывает на северное распространение вида.

## Замечания по систематике
Видовая самостоятельность чернушки полярной оспаривается некоторыми исследователями ввиду отсутствия явных кариологических отличий бабочек с севера Европы и Erebia medusa из Центральной Европы. Однако, заметная аллопатрия и фенотипические различия позволяют судить о возможности придания видового статуса данному таксону.

## Ареал и места обитания
Горная часть Южного и Среднего Урала, арктическая Фенноскандия (встречается в Восточной Норвегии, Северной Финляндии), локально в тундре Кольского полуострова (окрестности Печенги, Хибины).
Встречается очень локально. В России известные места обитания в Челябинской области - Полетаево, Каштакский Бор, в Башкортостане - Зилаирское плато, окрестности горы Большой Иремель, Белорецка, Белебея, Инзера, поселка Янтыш.
Бабочки населяют луговые участки по речным долинам в тундре, луга в лесотундре. Иногда встречается в горных тундрах. На Урале бабочки населяют луговины в хвойных и смешанных лесах до высоты 1500 м над ур. м.

## Биология
Вид имеет двухгодичную генерацию. Развивается в одном поколении за год. Лёт бабочек наблюдается в конце июня — июле. Бабочки на Урале питаются на цветках тимьяна (Thymus), клевера (Trifolium) и других растений.
Гусеница зимует дважды. Куколка находится в рыхлом паутинном коконе и лежит на земле. Кормовые растения гусениц: овсяница овечья, овсяница, мятлик болотный, мятлик.